# 狗狗去哪兒？
《狗狗去哪兒？》（英語：Wrong）是一部2012年法國和美國合拍的獨立超現實喜劇片，由昆汀·杜皮爾自編自導，傑克·普拉尼克、艾瑞克·裘德、亞歷西司·迪茲納、史帝夫·里托與威廉·費奇納主演。劇情描述多福·史普林格（Dolph Springer，普拉尼克飾演）於某日早晨醒來後發現自己的愛犬保羅（Paul）突然失蹤，在尋找愛犬的過程中還發生一連串的怪事，包括他家後院的一棵棕櫚樹變成松樹、被外人莫名住進家中，以及遇見神秘的張大師（Master Chang，費奇納飾演），這都將對他的人生及心境造成重大的改變。
完成《超能輪胎殺人事件》（2010年）後，杜皮爾打算繼續在美國洛杉磯拍片而創作了《狗狗去哪兒？》。主要拍攝為期僅二十一天；從杜皮爾寫作的首日到剪輯結束，該項目耗時六個月至九個月。
《狗狗去哪兒？》2012年1月21日登上日舞影展上舉行全球首映，2012年9月5日和2013年3月29日分別在法國和美國上映。電影風評褒貶不一，當中的超現實風格和敘事難以引起外界共鳴，但獨特幽默感和故事則獲得肯定。

## 劇情
一群消防員在路上的一輛消防車旁休息，其中一人拿著報紙並脫了褲子蹲在路中間，似乎是在上廁所，但眾人卻無視於一旁正被火勢燃燒的一輛廂型車。某天早上，鬧鐘顯示7點60分，多福·史普林格在郊區的家中醒來後發現他的愛犬保羅失蹤，與將離開此處的鄰居麥克交談後，感到心煩的他又致電給新開張的披薩店與員工艾瑪聊天。多福早在三個月前就被解雇，但他仍每天都到辦公室上班（辦公室內下著大雨，但沒有人在意），假裝在工作且未遵守工作時間，這引起了同事的排擠。回到家後，多福被園丁維克多告知，他家後院的一棵棕櫚樹竟變成了松樹。
艾瑪派人為多福送了份披薩並在當中留了想與他做愛的字條，但多福沒看到字條並將披薩丟掉，字條後來被維克多發現；維克多藉此假扮成多福與艾瑪發生了一夜情。另一方面，多福為了愛犬而與半臉被硫酸毀容的張大師在樹林中見面；對方經營著一家預防寵物被虐待的公司，他會藉由綁架寵物來讓飼主重燃愛牠的慾望，幾天後再將牠送回，這樣飼主會變得更愛自己的寵物，所以他派人隨機綁架了保羅。張大師表示，帶走保羅的員工出了意外，車子在路上被燒毀（即那輛被火燒的廂型車），保羅事先逃出籠子；張大師已派了一名「頂級偵探」去找牠。感到相當難過的多福開始閱讀張大師撰寫、一本關於如何與狗心靈感應的書。偵探羅尼拜訪後，維克多帶著一盆小棕櫚樹來取代松樹，並告知多福說張大師想見他，但不認識張大師的維克多不知道自己為何會和多福說這些；不久後，維克多突然因心臟病突發而去世。一名救護員和不斷地開車的麥克在之後又和多福說了與維克多一樣的話。
多福與張大師見面，對方表示自己做了個保羅與多福重逢的夢。回到家後，艾瑪前來與多福住在一起，但這讓不認識她的多福感到困惑，艾瑪則認為多福只是換了造型。雖然默許艾瑪住進自己家，但在研究與保羅心靈感應的多福一直被對方打擾，最後他疑似終於能感應到保羅。隔日，維克多意外現身並打算為棕櫚樹重建一個更高的坡，維克多也再次被艾瑪誤認為換了造型的多福。多福因同事的投訴而被要求永久離開公司後，他與羅尼見面，羅尼向展示出他讀取保羅糞便的記憶而錄製的影片。但因他沒事先告知羅尼說自己早已知道保羅被綁架，加上該案件被張大師中途中止，使羅尼生氣地用椅子打傷了多福。另一方面，艾瑪想到海灘上生小孩，但維克多卻在自己突然長大的兒子面前殺死了艾瑪；然而，這一切卻只是維克多的幻想，在玻璃棺材中醒來的他即將被一名警察埋葬。
多福走在路上時，保羅從一輛公車上下來與多福重逢，這與張大師的夢相符，而這也是張大師的安排。多福開心地與保羅一起回家並致電給麥克，但麥克沒有接電話，仍是一直朝著未知的方向開著車。

## 演員
- 傑克·普拉尼克飾演多福·史普林格（Dolph Springer）[8]
- 艾瑞克·裘德飾演維克多（Victor）[8]
- 亞歷西司·迪茲納（英语：Alexis Dziena）飾演艾瑪（Emma）[9]
- 史帝夫·里托（英语：Steve Little (actor)）飾演偵探羅尼（Detective Ronnie）[1]
- 威廉·費奇納飾演張大師（Master Chang）[1]
- 雷甘·伯恩斯飾演麥克（Mike）[1]
- 馬克·伯哈（Mark Burnham）飾演警察[10]
- 艾登·馬林（英语：Arden Myrin）飾演嘉布麗葉兒（Gabrielle）[9]
- 麥麗·弗拉納甘（英语：Maile Flanagan）飾演藥劑師[9]
- 蓋瑞·瓦倫丁（英语：Gary Valentine）飾演救護員[10]

## 製作

### 劇本

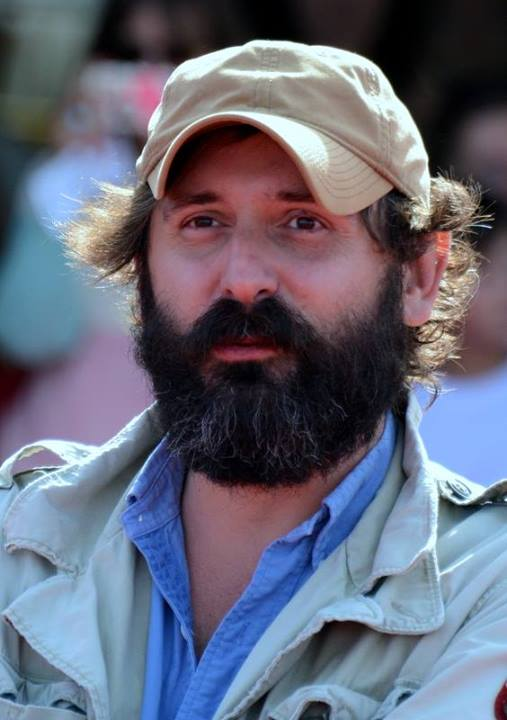
昆汀·杜皮爾身兼《狗狗去哪兒？》的編劇、導演、攝影、剪輯和配樂。

《狗狗去哪兒？》由法國籍導演昆汀·杜皮爾自編自導，劇情描述一個男人尋找失蹤愛犬的過程。該片的劇情就如同做夢一般，具有超現實的風格，杜皮爾自稱從潛意識中獲得創作該片的想法，並為了觀眾和符合邏輯而加入線性的敘事，他將此稱為「隨機想法和真正精確的事物之間的混合體」。片中的某些片段令人引起「哦對，那是錯的」，這即是片名「（錯誤）」的由來。
杜皮爾自認不是個好作家，也對寫作的規則一無所知，所以他以不遵守規則的風格來寫劇本；雖然他的故事常與其他電影的結構相同，但在寫作時他會先讓大腦放空，不讓自己受到喜歡的電影太大的影響。當他在說故事時並不會考慮到觀眾而是想取悅他自己，他自己是唯一在寫作時值得信賴的人。杜皮爾還補充，寫這部電影最令人興奮的是，觀眾在看電影時不會同時發笑，有人會在以前沒人笑過的地方笑，讓他倍感樂趣。
杜皮爾在該片的劇本中小心地平衡喜劇和焦慮的氛圍，他表示如果只是有趣、愚蠢和荒謬，觀眾只是在等待插科打諢和笑話，而在某些時刻不會有什麼感覺。「大多數喜劇就是這樣。如果您看了10分鐘卻沒有玩笑話，那麼您就失望了，因為您期待開玩笑。情感電影也是如此，你必須要有感覺。如果您十分鐘內沒有任何感覺，就會感到無聊。」對杜皮爾而言，一點一點慢慢來會使電影更加有趣，這需要精準的平衡來達成；他在剪輯電影時必須維持這點，並努力使觀眾保持專注和滿意。他表示自己的電影沒法取悅所有人，但仍堅持自己的創作理念，而不會對觀眾妥協。

### 發展
經歷資金困難的《超能輪胎殺人事件》（2010年）完成後，在洛杉磯生活了六個月的杜皮爾打算繼續在美國拍片，他再次與製片人葛瑞戈里·貝爾納（Gregory Bernard），並憑《超能輪胎殺人事件》的成果而使他們在不到兩個月的時間內就為《狗狗去哪兒？》籌集了資金。起初電影預算不到200萬美元，直到Canal+、德法公共电视台和等法國公司資助，以及對國際發行商的大量銷售，使預算提高到300萬美元至400萬美元左右。從杜皮爾寫作的首日到剪輯結束，該項目耗時六個月至九個月。
演員們非常喜歡拍這部片，眾人只是單純照著劇本拍且從不抱怨。演員傑克·普拉尼克曾在《超能輪胎殺人事件》與導演合作，雖然前者在片中戲份不多，但被杜皮爾視為天才而選擇再次讓他加入片中；杜皮爾也表示，這並不代表他會時常重複利用演員，與之相比，使用新演員和新要素更為重要。選角導演為唐娜·莫朗（Donna Morong）向杜皮爾發送了隨機選拔演員的試鏡後，亞歷西司·迪茲納前來參加，杜皮爾很快地選中了她，「我很幸運，因為其他女孩太可怕了。」威廉·費奇納在片中飾演張大師（Master Chang），一個古怪的狗專家。費奇納在看過劇本後就決定飾演該角，並在加利福尼亞州洛杉磯市中心一間閣樓與導演見面；經過交談後，費奇納很快地確定對方就是自己想與之共事的人。

### 拍攝
該片與《超能輪胎殺人事件》一樣是在洛杉磯拍攝，除了演員的因素外，杜皮爾認為這此處拍攝戶外戲時較容易獲得足夠的陽光。和之前的作品一樣，杜皮爾也身兼了作曲家、攝影指導和剪輯師；除了喜歡攝影機外，杜皮爾表示以感覺來拍片的他會透過自己的眼睛來識別喜歡的東西（如構圖），加上比起向演員和工作人員說明自己想要的東西，親自下來掌鏡較為方便且較容易使他發揮創造力，當做錯時也不會向別人抱怨。
劇組拍攝的節奏很快，主要拍攝為期僅二十一天，每天拍攝三十顆鏡頭，且整天沒有使用照明設備。杜皮爾從沒考慮過使用人工打光，而是在拍每顆鏡頭前需要五分鐘的時間來找到場景的最佳角度，然後才會拍它。

## 主題
《狗狗去哪兒？》是部超現實主義風格的作品，含有很多無端的敵意和瘋狂行徑，但杜皮爾認為這些就和現實生活中所發生的事一樣，甚至比電影更加荒謬，「我們認為我們控制了一切，但我們卻沒有。瘋狂、虛幻的事情每天都會發生。」例如，普拉尼克在片中的角色會在一間淋著水的辦公室工作，這象徵著該角被困在辦公室里而做自己不喜歡的工作而感到無聊，查理·考夫曼的《紐約浮世繪》（2008年）中恰巧也有相似的場景。對於維克多（Victor，艾瑞克·裘德飾演）刺傷艾瑪（Emma，亞歷西司·迪茲納飾演）的場景，杜皮爾表示維克多是「噩夢的受害者」，這明顯是他的夢想，而艾瑪沒有什麼反映，流的血也刻意處理地很假，維克多沒有真的殺了她。維克多醒來後鬆了口氣並還記得自己已死去，「哦，死了總比和這個女孩在一起更好」。同樣的橋段中，還包含了倒退動作和突然的暴力場景，令人聯想到大衛·林區的風格。
狗在片中某方面取代了人類，這使主題和氛圍較為輕鬆。杜皮爾認為如果男主角的摯愛換成女人會顯得太過悲劇、沉重，將會是一場噩夢；比起來，狗相對有趣許多。
2002年的《非電影》和前作《超能輪胎殺人事件》皆有著與「電影」相關的元素，當中涉及拍攝電影和觀看電影的劇情，但杜皮爾認為這些元素太多，可能會破壞娛樂性，所以《狗狗去哪兒？》並未延續。
杜皮爾依靠「本能」來寫作，對於片中的涵義不會做過多的解釋。杜皮爾並不擔心觀眾難以理解，他曾在某次問答環節中表示「如果您不喜歡它，那是您的錯。」認為各種觀眾發現了片中不同的面相非常有趣，每個人對電影都有不同的感受。

## 音樂
| 評論得分 | 評論得分 |
| 來源     | 評分     |
| -------- | -------- |
| AllMusic | [ 19 ]   |

《狗狗去哪兒？》的配樂由大溪地男孩和昆汀·杜皮爾（化名為先生）所創作。大溪地男孩本名為大衛·斯坦克（David Sztanke），是杜皮爾在巴黎偶然認識，後者透過Twitter送給他一台808鼓機，兩人在經過交談後，受到杜皮爾的賞識而決定與對方在該片合作。杜皮爾為該片製作的配樂與平時的音樂風格不同，例如他在創作自己的音樂時總會使用特定類型的鼓，但這種鼓所發出的重音不適用於電影。
| 曲目列表 | 曲目列表     | 曲目列表 |
| 曲序     | 曲目         | 时长     |
| -------- | ------------ | -------- |
| 1.       | Wrong        | 2:26     |
| 2.       | Ronnie       | 2:13     |
| 3.       | Pizza Note   | 2:33     |
| 4.       | Mind Link 1  | 2:18     |
| 5.       | Mind Link 2  | 3:04     |
| 6.       | Ringtone     | 1:07     |
| 7.       | Solution     | 3:43     |
| 8.       | Le Detective | 1:38     |
| 9.       | Turd Vision  | 2:26     |
| 10.      | Phase 7      | 3:18     |
| 11.      | Palmtree     | 1:31     |
| 12.      | Resolution   | 3:54     |
| 13.      | Master Chang | 1:10     |

## 發行
《狗狗去哪兒？》2012年1月21日登上日舞影展上舉行全球首映。8月，庫房影業取得了該片在北美的發行權。該片的首支預告片於2011年11月30日釋出，在上傳後的幾天內就獲得了超過100萬次點擊。
《狗狗去哪兒？》2012年9月5日法國上映，而美國則於2013年2月1日以VOD的形式發行，2013年3月29日有限上映。其DVD和藍光光碟於2013年6月11日發售，中附有院線版預告片、名為《第7階段：非電影製作》（Phase 7: The Making of a Nonfilm）的幕後花絮，以及片中利用狗糞便讀取記憶的「狗糞的回憶（Memories of a Dog Turd）」完整影片。

## 反響
《狗狗去哪兒？》在影評界及觀眾間整體獲得的評價褒貶不一，其荒誕感、超現實風格和敘事並非被外界取得共識，但題材及當中的幽默感則受到普遍認同。匯總媒體網站爛番茄基於42條評論，該片持有67%的新鮮度，平均評分為6.10／10，但觀眾方的新鮮度僅54%；該網站共識：「《狗狗去哪兒？》既古怪又曲折，但其荒誕的小插曲卻透露出一種獨特、諷刺的風趣。」而在Metacritic上根據17篇影評則獲得了58分（滿分100），評價兩極。
《偏鋒雜誌》的賽門·艾布蘭（Simon Abrams）給了該片普通的評價，他在評論中寫道：「對於編劇／導演／剪輯／音樂家昆汀·杜皮爾在《超能輪胎殺人事件》的下一步中，《狗狗去哪兒？》的準虛無、荒誕和完全超現實主義意識形態在理論上比在實踐中更令人興奮……《狗狗去哪兒？》只有在未積極地投入到無窮無盡的奇怪事物表中時，它才會吸引人，這些事物是如何厭倦杜皮爾的主要證明。」《舊金山紀事報》的大衛·路易士（David Lewis）給了該片負面的評價：「杜皮爾創建了一個獨特的領域而值得鼓掌，但有時他似乎身陷其中－到了我們覺得我們沒老在開玩笑的地步。」

## 榮譽
| 獎項和提名       | 獎項和提名                 | 獎項和提名       | 獎項和提名 | 獎項和提名    | 獎項和提名 |
| 獎項             | 類別                       | 得獎者或提名者   | 結果       | 參考          |            |
| ---------------- | -------------------------- | ---------------- | ---------- | ------------- | ---------- |
| Chlotrudis獎     | 被埋藏的寶藏               | 《狗狗去哪兒？》 | 提名       | [ 33 ]        |            |
| Chlotrudis獎     | 最佳原創劇本               | 昆汀·杜皮爾      | 提名       | [ 33 ]        |            |
| 多維爾美國電影節 | 特等獎                     | 昆汀·杜皮爾      | 提名       | [ 34 ] [ 35 ] |            |
| 盧卡諾影展       | 百變大廣場獎               | 昆汀·杜皮爾      | 提名       | [ 36 ]        |            |
| 富川國際奇幻影展 | 最佳影片                   | 昆汀·杜皮爾      | 提名       | [ 35 ]        |            |
| 錫切斯國際影展獎 | 瑪麗亞最佳長片             | 昆汀·杜皮爾      | 提名       | [ 35 ]        |            |
| 2012年日舞影展   | 評審團大獎世界電影－劇情類 | 昆汀·杜皮爾      | 提名       | [ 35 ]        |            |

## 備註
1. ↑  昆汀·杜皮爾的音樂藝名。
2. ↑  該片在金馬奇幻影展上使用的譯名[6]。

## 外部連結
- 官方网站
- 互联网电影数据库（IMDb）上《狗狗去哪兒？》的资料（英文）
- AllMovie上《狗狗去哪兒？》的资料（英文）
- 爛番茄上《狗狗去哪兒？》的資料（英文）
- 豆瓣电影上《狗狗去哪兒？》的資料 （简体中文）